# Pyrrhorachis marginata
Pyrrhorachis marginata là một loài bướm đêm trong họ Geometridae.